# إدوارد ماغنوس ياكوبسون
إدوارد ماغنوس ياكوبسون (بالإستونية: Eduard Magnus Jakobson) هو مصمم مطبوعات ومبشر إستوني، ولد في 5 فبراير 1847 في Torma Parish ‏ في إستونيا، وتوفي في 2 يوليو 1903 في تالين في إستونيا.